# Leucania munroi
Leucania munroi là một loài bướm đêm trong họ Noctuidae.